# Аэровокзальная площадь (Казань)
Аэровокза́льная пло́щадь (тат. Аэровокзал мəйданы) — площадь в восточной части Казани, в центре Советского района города.
Площадь расположена в восточной части улицы Патриса Лумумбы.
Площадь была разбита и получила соответствующее название к началу 1950-х гг вместе с сооружением нового главного здания вокзала Казанского аэропорта. Некогда людная и насыщенная транспортом, площадь потеряла значение после переноса аэропорта в юго-восточные предместья города. Магистральный аэропорт перестал действовать на данном месте в 1979 году, аэропорт местных линий Казань-2 — к концу 1980-х годов.
Площадь имеет асфальтированную площадку, а также зелёные насаждения вокруг. На асфальтированной площадке устроена автостоянка.
На площади напротив окончания улицы П. Лумумбы находится бывшее главное аэровокзальное здание сталинской архитектуры, в котором в настоящее время располагается Татарстанское агентство воздушных сообщений (ТАВС) и офисы некоторых других организаций.  Ранее у площади южнее улицы П. Лумумбы также существовали ныне снесённые другие профильные здания: стеклянный павильон сервисного обслуживания автобусной станции постройки 1960-х гг и небольшие каменные здания аэропорта постройки 1930-х гг. Вид площади имеет высотную доминанту расположенного неподалёку первого казанского небоскрёба «Лазурные небеса».
Ранее непосредственно на площади имелись стоянка такси и конечная остановка автобусных маршрутов № 56 в центр и заречную часть города и № 121 к новому аэропорту, а несколько не доезжая площади — конечная остановка с павильоном троллейбусных маршрутов № 2 (в 1955—2008 гг.) и № 5 (в 1959—1963 гг.). Формально на площади предусмотрена конечная остановка временно не действующего пригородно-городского автобусного маршрута № 48 в центр Казани и далее в Васильево, которая была перенесена в микрорайон Азино.
В 2013 году с юга от площади был построен ЖК «Лазурные небеса».